# Инеса Кравец
Инеса Николаевна Кравец (на украински: Інеса Миколаївна Кравець; моминско име – Шуляк; р. 5 октомври 1966 г., Днепропетровск, СССР) е съветска и украинска лекоатлетка, заслужил майстор на спорта на СССР (1992), заслужил майстор на спорта на Украйна (1992), състезавала се в дисциплините троен скок и скок на дължина. Световен шампион на троен скок в зала (1991 и 1993 г.) и на открито (1995), носител на Световната купа (1994), европейски шампион (в зала, 1992). Многократен медалист от европейски и световни първенства.

## Биография
Родена в семейството на треньорите Николай Иванович и Зинаида Шуляк.
От 1983 до 1988 г. учи в Киевския държавен университет по физкултура и спорт.
В осми клас Инна постига 1,78 метра в скок на височина, което съответства на норматива на кандидат за майстор на спорта.
На 13 юни 1992 г. в Киев Инеса Кравец постига резултата от 7,37 метра в скока на дължина.
Сребърен медалист от Олимпийските игри през 1992 г. като част от обединения отбор на ОНД в скока на дължина (7,12 м).
На световното първенство през 1995 г., на финала в трети опит, тя поставя световния рекорд в тройния скок – 15,5 м.
Олимпийски шампион от 1996 г. като част от украинския национален отбор – в дисциплината троен скок (15,33 м).
По време на спортната си кариера тя поставя няколко световни рекорда.
През 1993 г. е дисквалифицирана за 3 месеца за използване на стимуланти, а през 2000 г. е отстранена от спортни състезания за 2 години за употребата на стероиди.
По време на кариерата си се състезава за спортно дружество „Динамо“.

## Държавни награди
- Почетен знак на Президента на Украйна (12 септември 1995 г.)[5]
- Знак за отличие на Президента на Украйна – кръст „За храброст“ (8 юли 1996 г.)[6]
- Орден на княгиня Олга III степен (10 септември 2008 г.)[7]
- Орден „За заслуги“, II степен (4 март 2016 г.)[8]